# Paralcis coerulescens
Paralcis coerulescens är en fjärilsart som beskrevs av W. Warren 1906. Paralcis coerulescens ingår i släktet Paralcis och familjen mätare. Inga underarter finns listade i Catalogue of Life.